# Neoféma
Neoféma (Neophema) je jeden ze dvou rodů neofém (druhý je monotypický rod Neopsephotus s jediným zástupcem traváčkem Bourkovým). Řadí se do čeledi Psittaculidae a podčeledi Platycercinae. Celkem má tento rod šest zástupců, neofém. I přesto někteří autoři nazývají tyto ptáky jako papoušky, stejně je tomu i v angličtině. Neofémy se vyskytují pouze v Austrálii. Rod poprvé popsal italský biolog Tommaso Salvadori v roce 1891.

## Popis
Všechny představitele rodu neofém spojuje výrazný pohlavní dimorfismus, pestré opeření a některé z nich i obliba mezi chovateli okrasného ptactva. Typickým znakem je také velmi malý a dolů směřující zobák. Například neoféma skalní sice nemá příliš pestrá, avšak má typicky tvarovaný zobák. Neofémy také vyhledávají sušší místa a většinu života tráví vysoko v korunách stromů.
Mezi neofémy nejčastěji chované v zajetí patří neoféma ozdobná a modrohlavá, oba tyto druhy mají dle IUCN status málo dotčený (LC). Na druhou stranu, druh neoféma žlutobřichá má status kriticky ohrožený.
Co se týče chovu neofém, pak nejsou příliš náročné, ne více, než jiné druhy drobných papoušků. Je možné je chovat společně s jinými druhy ptáků, například s lorii korunkovými nebo některými druhy astrildovitých ptáků. Jsou vhodné pro voliérový chov s dostatkem prostoru.

## Druhy
- neoféma žlutobřichá (Neophema chrysogaster)
- neoféma modrokřídlá (Neophema chrysostoma)
- neoféma ozdobná (Neophema elegans)
- neoféma skalní (Neophema petrophila)
- neoféma tyrkysová (Neophema pulchella)
- neoféma modrohlavá (Neophema splendida)

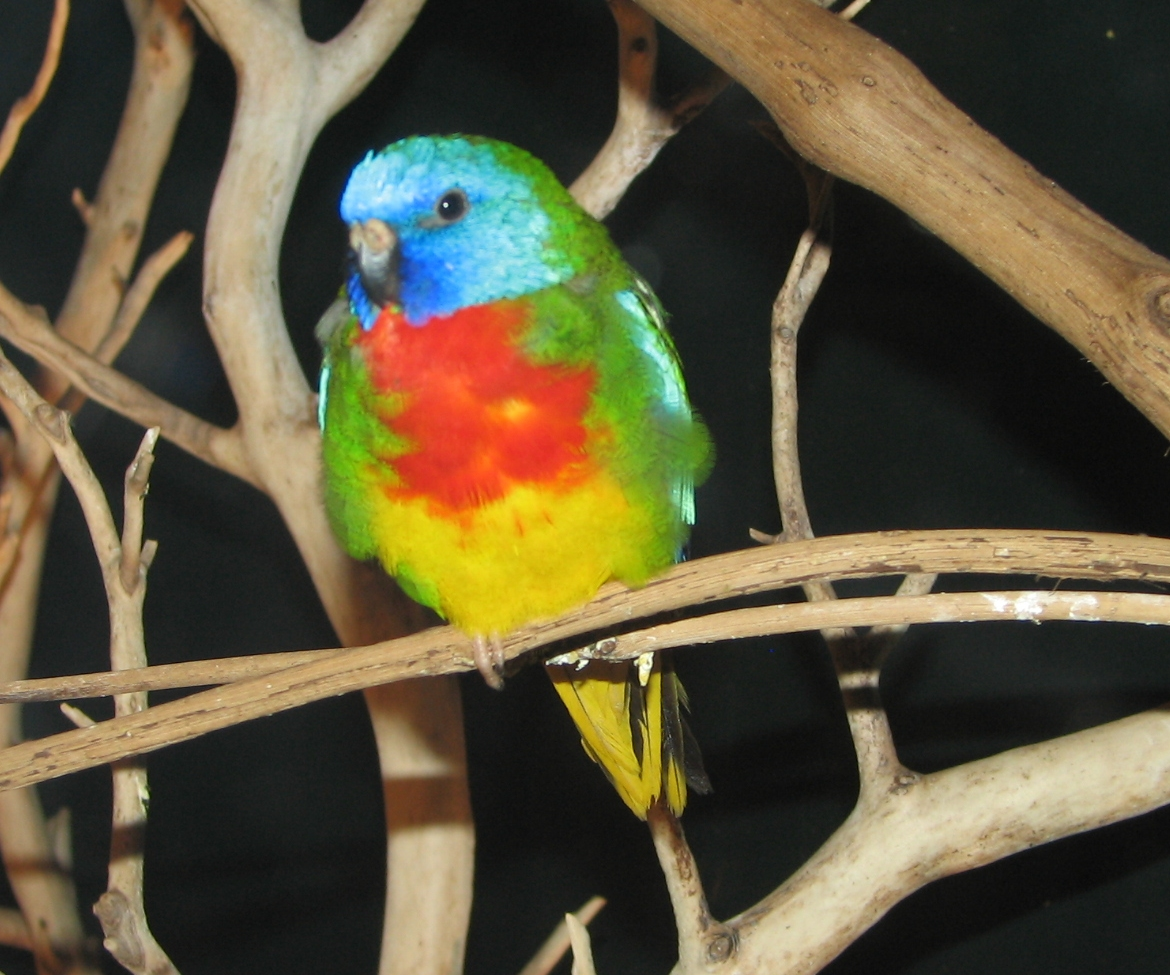
Neoféma modrohlavá
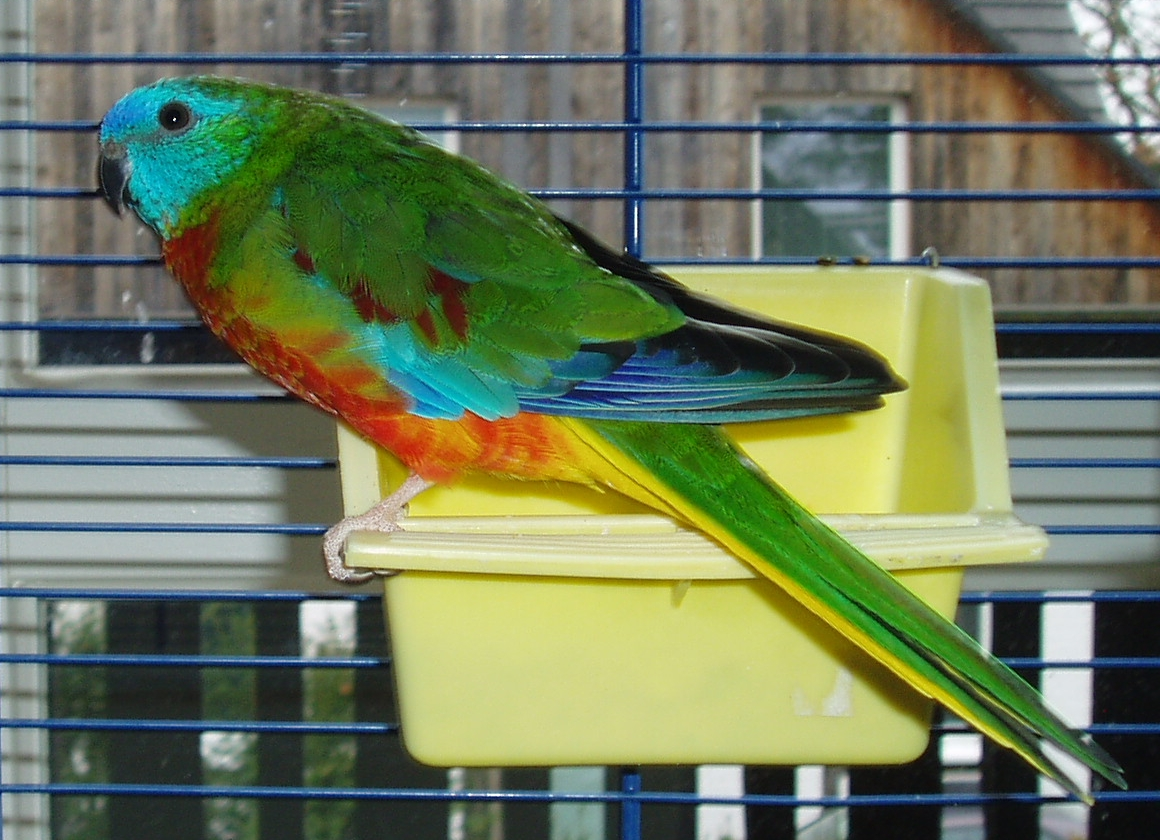
Neoféma tyrkysová
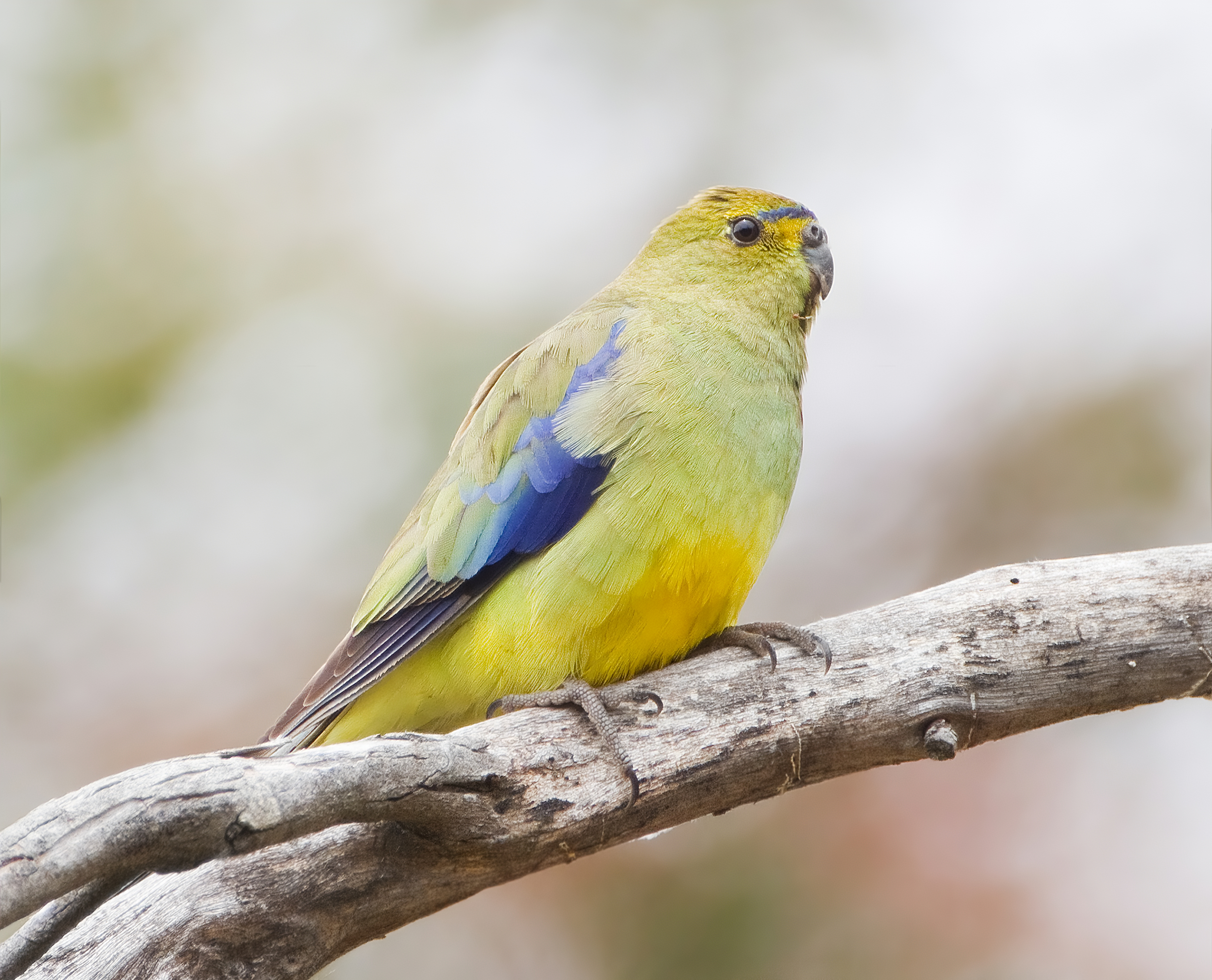
Neoféma modrokřídlá
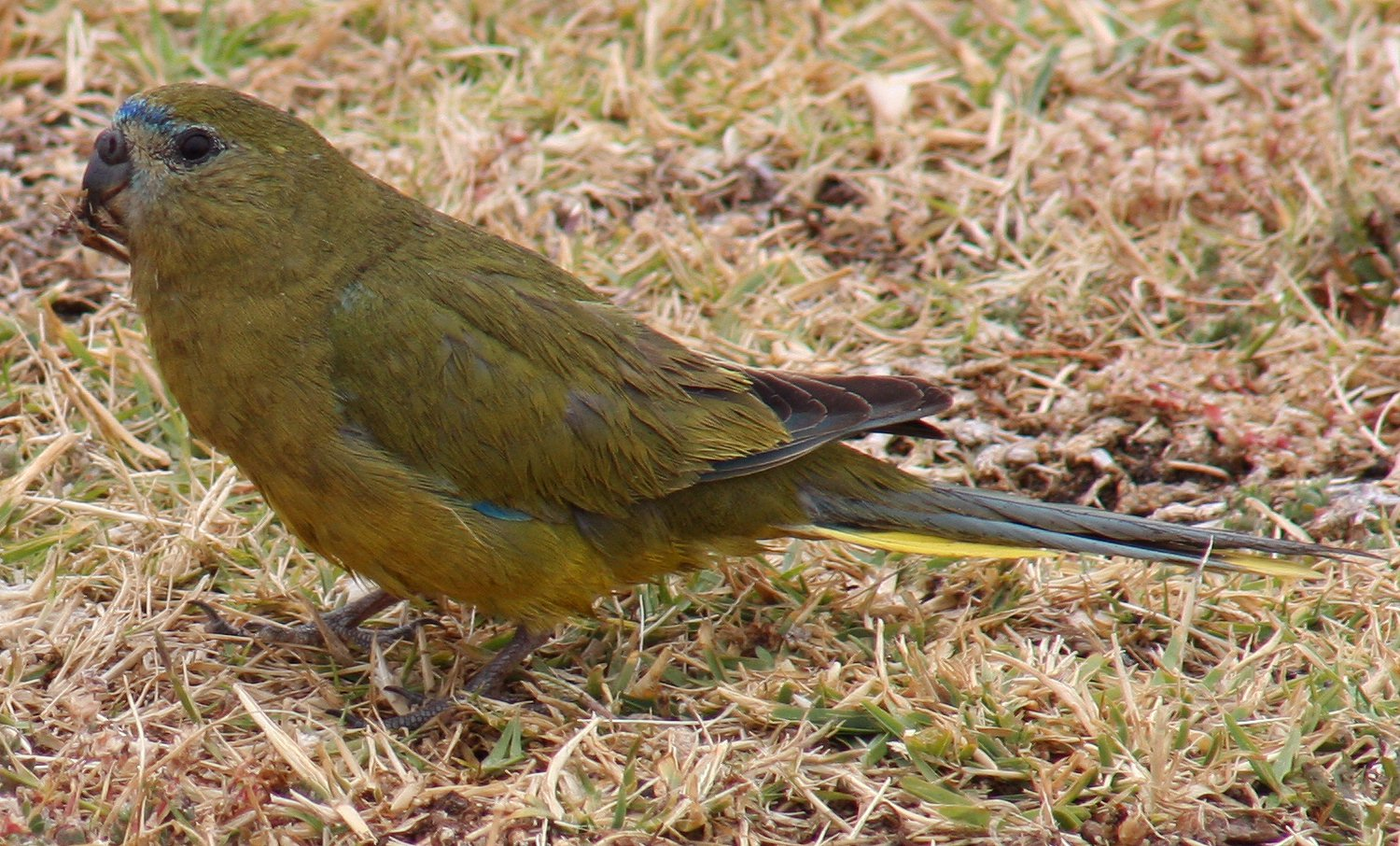
Neoféma skalní
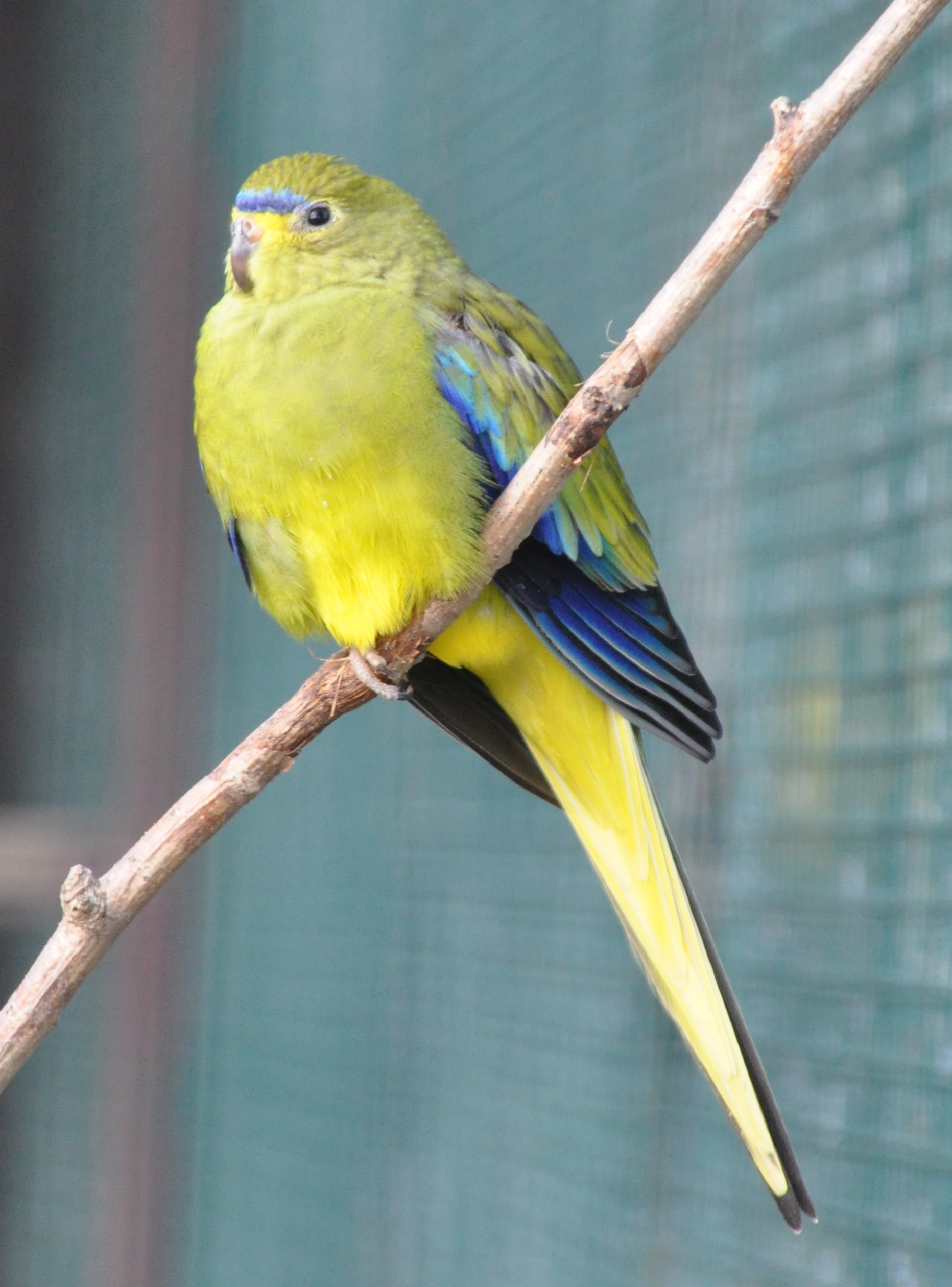
Neoféma ozdobná